# Magistr umění
Magistr umění (z lat. magister artis) je akademický titul označující absolventa vysoké školy v magisterském studijním programu v oblasti umění. Zkratka tohoto titulu je MgA., pro ostatní studijní programy existuje varianta, resp. akademický titul, magistr ve zkratce Mgr. (z lat. magister), přičemž obě zkratky titulů se případně umísťují před jméno. Dosažený stupeň vzdělání dle ISCED je 7 (master's degree).
Udělování titulu „magistr umění“ (resp. i titulu „magistr“) se v České republice řídí zákonem č. 111/1998 Sb., o vysokých školách, ve znění pozdějších předpisů. Získá ho absolvent 1–3letého studia v případě navazujícího magisterského studia na bakalářský studijní program, nebo 4–6letého studia v případě magisterského studijního programu (samostatného, celistvého, tedy souvislého a nenavazujícího studia) na univerzitě, případně na jiné vysoké škole, přičemž tyto souvislé magisterské studijní programy mohou být právě typické např. pro oblast umění, právo, lékařství apod. Pro některé magisterské umělecké studijní obory může být typický čtyřletý souvislý (nerozdělený) magisterský program. Úspěšný absolvent, magistr umění, případně může i dále studovat v doktorském studijním programu (doktor – Ph.D.), tedy získat tzv. velký doktorát (8 v ISCED), v případě vysokoškolských učitelů v oblasti umění však může být pro další postup vysokoškolské vzdělání prominuto.
Jako diplomant se někdy označuje student magisterského studijního programu, resp. student pracující na své diplomové (magisterské) práci. Magisterské studium se v tomto případě řádně ukončuje státní závěrečnou zkouškou (státnice), jejíž součástí je i obhajoba závěrečné kvalifikační práce (diplomové práce). Pro umělecké vysoké školy je pak typický určitý umělecký výstup.
Magistr umění, resp. tituly této úrovně (master's degree), se většinou ve světě v praxi běžně neužívají, vyjma profesních titulů (např. M.D. apod.), běžně tak většinou v praxi bývají užívány až tituly od vyššího stupně (typicky Ph.D.); v některých zemích (Česko, Slovensko) však může být jejich formální užívání v praxi častější, přičemž jako formálně správné oslovování se zpravidla užívá pane magistře / paní magistro.

## Historie
Titul se odvozuje z lat. magister – mistr, učitel, případně představený. Na středověké univerzitě byl magister („mistr“) původně prostě učitel, už ve středověku se však stal akademickým titulem. Uděloval se bakalářům po dalším studiu a obhajobě samostatné odborné práce (these) na artistické fakultě (fakultě svobodných umění, odtud jeho celý název „magistr svobodných umění“) a byl předpokladem pro získání učitelského oprávnění (tzv. licentia docendi). Oprávněným tj. zpravidla jmenovaným učitelům se někdy říkalo magister regens. Na odborných fakultách (ve středověku teologické, právnické a lékařské) se uděloval titul doktor, který v 18. století v Rakousku titul magistra nahradil. Magistr zůstal pouze titulem farmaceutů (PhMr.).
Titul magistra byl v Česku znovu zaveden roku 1990, aby tak české akademické tituly lépe odpovídaly titulům z anglosaského světa. Titul magistra umění byl pak zaveden až v roce 1998. Těm, kteří ještě před rokem 1990 absolvovali univerzitní studia bez získání akademického titulu, byl titul magistra umění (MgA.) přiznán zákonem. Magistr umění paušálně nahradil dříve používané tituly akademický malíř, akademický sochař, resp. akademický architekt. Podle vysokoškolského zákona, konkrétně dle § 99 odst. 4 téhož zákona se titulem magistra umění (MgA.) nahrazuje i titul magistra (Mgr.), který získali podle § 21 staršího vysokoškolského zákona, tedy zákona č. 172/1990 Sb., absolventi uměleckých vysokých škol (vysokoškolského studia). Osvědčení o nahrazení tohoto akademického titulu jim na žádost vydá příslušná vysoká škola. Původně v Česku studium, které vedlo k získání magisterského gradu bylo oficiálně označovalo jako „vysokoškolské studium“, bakalářský studijní program byl označován jako „(obsahově) ucelená část vysokoškolského studia“. Vyšší kvalifikaci (8 v ISCED, doctor's degree) je pak možno od roku 1998 dosáhnout dalším 3–4letým studiem v doktorském studijním programu (doktor – Ph.D.), přičemž mezi lety 1990–1998 se jednalo o tzv. „postgraduální studium“ (doktor – Dr.).
Na Slovensku se magisterský titul zvlášť pro oblast umění uděluje ve zkratce „Mgr. art.“.
Magistr umění je tak od roku 1998 do současnosti udělován na českých uměleckých vysokých školách (resp. na fakultách, ústavech a institutech, které mají akreditovaný některý z uměleckých oborů). Udělován je v současné době architektům, absolventům oboru architektura, na dvou uměleckých vysokých školách v ČR: Akademie výtvarných umění v Praze, Vysoká škola uměleckoprůmyslová v Praze. Dále je udělován absolventům: Fakulty výtvarných umění VUT v Brně, Akademie múzických umění v Praze, Janáčkovy akademie múzických umění v Brně, Fakulty umění Ostravské univerzity, udělován je také absolventům Fakulty multimediálních komunikací Univerzity Tomáše Bati ve Zlíně či absolventům některých oborů Fakulty umění a architektury Technické univerzity v Liberci. Udělován je také některým absolventům na Filozoficko-přírodovědecké fakultě Slezské univerzity v Opavě (v rámci Institutu tvůrčí fotografie a na oddělení audiovizuální tvorby) či například na Fakultě designu a umění Ladislava Sutnara Západočeské univerzity v Plzni. Rovněž je možné jej získat i na soukromých vysokých školách, a to například na: Literární akademii Josefa Škvoreckého, případně dalších.